# Lomandra nana
Lomandra nana là một loài thực vật có hoa trong họ Măng tây. Loài này được (A.T.Lee) A.T.Lee mô tả khoa học đầu tiên năm 1986.